# 緒方敏也
緒方 敏也（おがた としや、1922年10月14日 - ）は、日本の男性俳優、声優。東京府生まれ。旧芸名：緒方 俊也、泉 敏也。都会的なインテリ役を得意としていた。1962年の時点で出演作品は5000本以上とされる。

## 人物
早稲田大学文学部国文科卒業。観世流を6年間学んだ経験がある。
劇団蒟蒻座を経て、大学卒業後に劇団テアトル・パンセの設立に参加し舞台俳優として活動。1951年、NHK放送劇団に4期生として入るが、同年、ラジオ東京設立時にラジオ東京放送劇団に移り、1期生として入社。フリーランス期間を経て、1961年に太平洋テレビジョンに所属。1963年の時点では東京俳優生活協同組合と泉プロに所属し、同年中にフリーランスとなる。その後は東京アーチストプロ（TAP）、楡プロダクションに所属していた。

## 出演作品

### テレビアニメ
1963年
- 鉄腕アトム (アニメ第1作)（バリバリ博士）

1964年
- エイトマン

1965年
- 宇宙少年ソラン（グリーン）

1968年
- あかねちゃん（パパ）
- ゲゲゲの鬼太郎（第1作）（1968年 - 1969年）
- サイボーグ009

1969年
- 佐武と市捕物控（山川）
- もーれつア太郎

1977年
- 新・巨人の星

1981年
- 鉄腕アトム (アニメ第2作)（ザクロ）

### 吹き替え

#### 映画
- 動く標的
- 宇宙への冒険[14]
- エアポート'75（バーニー / シド・シーザー）
- カリフォルニア〜ジェンマの復讐の用心棒（プラマー〈ロバート・ハンダー〉）※TBS版
- キラー・エリート
- 暗い鏡（スコット博士 / リュー・エアーズ）
- ケープタウン
- 原始怪獣ドラゴドン ※劇場公開版
- 砂漠の鬼将軍（カール・シュトローリン / セドリック・ハードウィック）※NETテレビ版
- スウォーム ※テレビ朝日版
- 西部戦線異状なし（ヒンメルストス / ジョン・レイ）※NETテレビ版
- 戦略大作戦
- タイム・マシン 80万年後の世界へ（フィリップ・ヒルヤー / セバスチャン・キャボット）
- タクシードライバー ※TBS版
- 渡洋爆撃隊（フレイシネ大尉 / クロード・レインズ）
- パピヨン（トゥーサン / アンソニー・ザーブ）※フジテレビ版
- 無頼の群（エド・テイラー / アルバート・サルミ）
- ブリット（ベイカー警部 / ノーマン・フェル）
- 名誉と栄光のためでなく ※テレビ東京版
- メテオ（マイケル・ヒューズ卿 / トレヴァー・ハワード）※フジテレビ版
- ヨーク軍曹
- 緑園の天使（ブラウン / ドナルド・クリスプ）※テレビ東京版
- 007 ドクター・ノオ（ストラングウェイズ / ティム・モクソン）※TBS版
- 007 ロシアより愛をこめて（Q / デスモンド・リュウェリン）※TBS版2

#### 海外ドラマ
- 奥さまは魔女 第116話
- 壁に一文字"H"
- 拳銃無宿 第20回（デビッド・マンリー）
- スーパーマン（ホワイト編集長 / ジョン・ハミルトン）
- スパイ大作戦
- 西部の反逆児
- ロンドン警視庁

### テレビドラマ
- わが輩ははなばな氏（1956年、KR）
- 新版舌切雀（1957年、KR）
- 部長刑事（1958年、OTV） - 有馬捜査一課長
- 櫓太鼓（1958年、KR）
- 事件記者（NHK）
  - 第46話「大交番」（1960年）
  - 第180話「追跡」（1964年）
  - 第252話「手錠」（1965年）
- 若獅子大名（1960年、CX）
- 幸せは一夜おくれてくる（1960年、NET）
- 人生劇場（1960年、NET）
- たった二人の工場（1960年、KR）
- 口なし煙突（1961年、CX）
- ダイヤル110番（NTV）
  - 第185回「渦線を追って」（1961年）
  - 第235回「四層の塗膜」（1962年）
  - 第300回「足跡」（1963年）
- 桜花悲願ならず（1961年、NHK）
- 特別機動捜査隊（NET）
  - 第54回「偽医者」（1962年）
  - 第78回「バクロ」（1963年）
  - 第104回「爆音地帯」（1963年）
  - 第129回「非行少年」（1964年）
  - 第232回「大噴煙」（1966年）
  - 第427回「日本人」（1970年）
  - 第467回「花火と女」（1970年）
- わたしを深く埋めて（1962年、NET）
- 青年弁護士 第12回（1963年、NTV）
- 月曜日の男 第79回（1963年、TBS）
- 青年弁護士 第12話「小さな遺産」（1963年）
- 雲に向って起つ 第4回（1963年、NET）
- 通り過ぎる（1963年、NHK）
- 赤穂浪士（1964年、NHK） - 絵草紙屋
- 隠密剣士 第8部「忍法まぼろし衆」第8話「忍び名は影陽」（1964年、TBS）
- 特命諜報207（1964年、NET）
- 徳川家康（1964年、NET）
- 季節はずれ（1964年、NHK）
- 乗っていたのは二十七人 第18話「犯された巨塔」（1965年）
- 東京警備指令 ザ・ガードマン 第16話（1965年）
- PTA奥様は黒がお好き（1965年、NET）
- おかあさん 第315回（1965年、TBS）
- 炎の青春 第5話（1969年、NTV）
- 女殺し屋 花笠お竜 第5話（1969年、TX）
- 時間ですよ 第1回（1970年、TBS）
- 妹（1970年、TBS）

### ラジオドラマ
- ある晴れた日に（1952年、KR） - 不二彦[15]

### ラジオ番組
- ロマンス・ゲーム（1952年、KR） - 前口上[16]